# Nomingia
Nomingia — рід динозаврів-тероподів овірапторидів, що походять із пізньокрейдяних шарів Бугін-Цав у Монголії.

## Історія відкриття

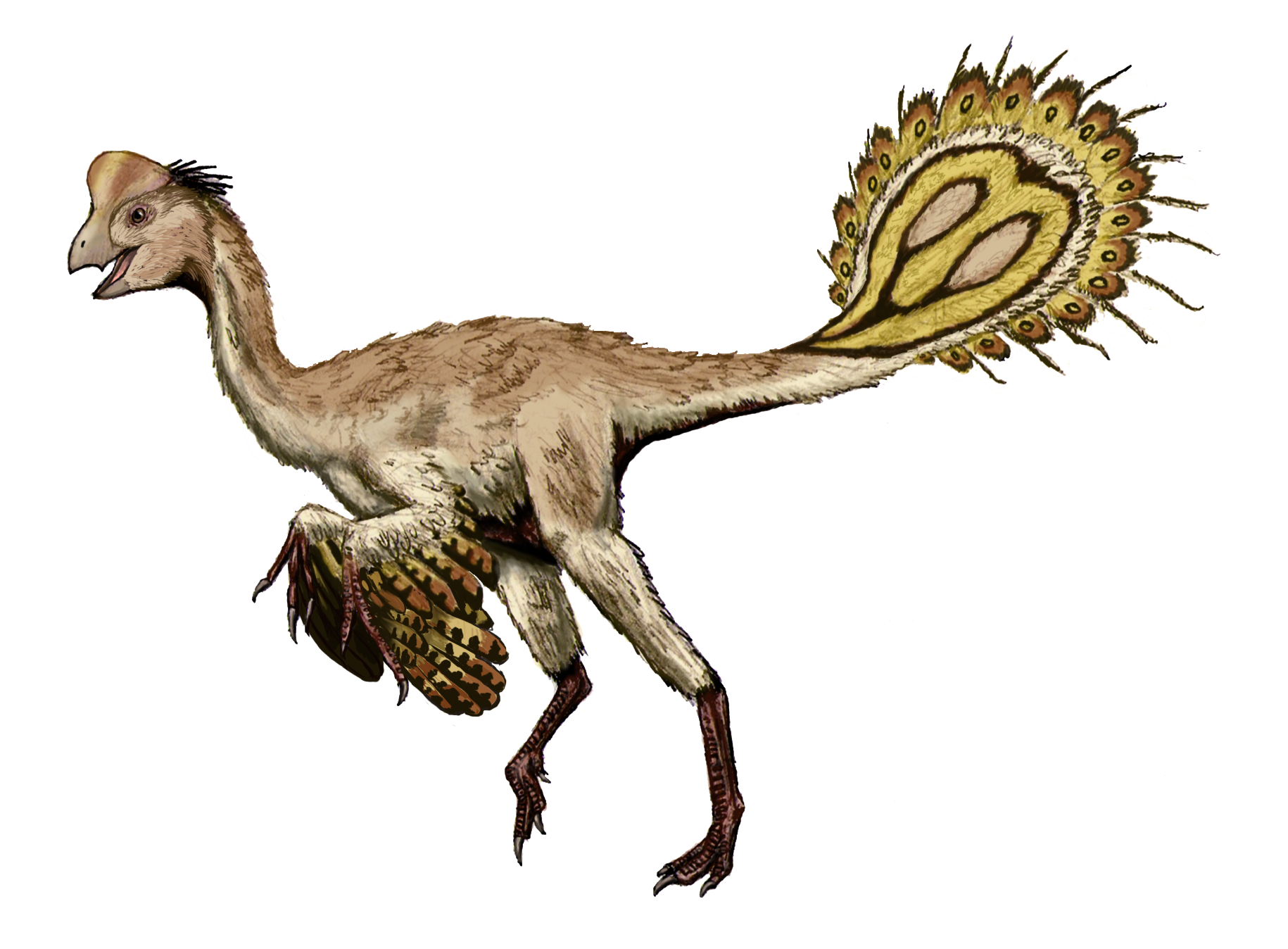
Художня реконструкція

Рештки, що складалися з більшої частини хребетного стовпа, тазового поясу та лівої великогомілкової кістки, голотип GIN 100/119, були знайдені в 1994 році в шарах Немегтської світи, що датуються маастрихтом. Вони були названі та описані як типовий вид Nomingia gobiensis Барсболдом, Гальшкою Осмольською, Махіто Ватабе, Філіпом Каррі та Хішигджау Цогтбаатар у 2000 році. Етимологія бінома вказує на місце, де були знайдені скам'янілості, а родова назва згадує Номінгійн Гобі (монгольською: Номінгійн говь), одну з «Тридцяти трьох Гобі», що складають пустелю Гобі, яка сама згадується в конкретному дескрипторі.
У статті 2021 року Фанстон та її колеги припустили, що номінгія є синонімом елмізавра.

## Опис
Номінгія — овірапторозавр середнього розміру, за оцінками Грегорі С. Пола, мав довжину 1,7 метра та вагу 20 кілограмів. Він характеризується пігостилеподібною масою з п'яти зрощених хребців на кінці хвоста, яка, як вважали Барсбольд та ін., ймовірно, підтримувала віяло з пір'я, як у Caudipteryx.